# La Beguda d’Adons
La Beguda d'Adons – miejscowość w Hiszpanii, w Katalonii, w prowincji Lleida, w comarce Alta Ribagorça, w gminie El Pont de Suert.
Według danych opublikowanych przez Institut d’Estadística de Catalunya w 2020 roku liczyła 5 mieszkańców – 4 mężczyzn i 1 kobietę. Liczba mieszkańców w poprzednich latach: 3 (2008), 3 (2009), 1 (2014), 5 (2015), 5 (2019).